# Plagiopteraceae
Famille
Classification APG II (2003)
Classification APG III (2009)
La famille des Plagioptéracées est une famille de plantes dicotylédones qui ne comprend qu'une seule espèce Plagiopteron suaveolens.
Ce sont des lianes à feuilles opposées, à laticifères, des régions tropicales, originaires de Thaïlande et de Birmanie.
La classification phylogénétique situe maintenant cette espèce dans la famille des Celastraceae.